# Schweizer Eishockeymeisterschaft 1918/19
Die Saison 1918/19 war die neunte reguläre Austragung der Schweizer Eishockeymeisterschaft. Meister wurde der HC Bellerive Vevey.

## Hauptrunde

### Serie Ost
Der HC Bern qualifizierte sich für den Meisterschaftsfinal.

### Serie West

#### Gruppe 1
| Pl. | Team                        | Sp. | S | U | N | Pkt. |
| --- | --------------------------- | --- | - | - | - | ---- |
| 1.  | HC Bellerive Vevey          | 2   | 2 | 0 | 0 | 4    |
| 2.  | Club des Patineurs Lausanne | 2   | 1 | 0 | 1 | 2    |
| 3.  | HC Château-d’Oex            | 2   | 0 | 0 | 2 | 0    |

#### Gruppe 2
| Pl. | Team               | Sp. | S | U | N | Pkt. |
| --- | ------------------ | --- | - | - | - | ---- |
| 1.  | Genève-Servette HC | 2   | 2 | 0 | 0 | 4    |
| 2.  | HC Rosey Gstaad    | 2   | 1 | 0 | 1 | 2    |
| 3.  | HC Caux            | 2   | 0 | 0 | 2 | 0    |

#### Final West
- HC Bellerive Vevey – Genève-Servette HC 3:1

## Meisterschaftsfinal
- HC Bellerive Vevey – HC Bern 2:0